# Jules Audy
Jules Audy, (Mont-real, 2 de setembre de 1912 - 1989) fou un ciclista canadenc, que es va especialitzar en les curses de sis dies de les quals va aconseguir 14 victòries, 9 de les quals amb el seu compatriota William Peden.

## Palmarès
- 1931
  - 1r als Sis dies de Minneapolis (amb William Peden)
- 1932
  - 1r als Sis dies de Mont-real (amb William Peden)
  - 1r als Sis dies de Chicago (amb William Peden)
  - 1r als Sis dies de Minneapolis (amb William Peden)
- 1933
  - 1r als Sis dies de Cleveland (amb Piet van Kempen)
- 1934
  - 1r als Sis dies de Mont-real (amb William Peden)
  - 1r als Sis dies de Toronto (amb William Peden)
  - 1r als Sis dies de Pittsburgh (amb William Peden)
  - 1r als Sis dies de Milwaukee (amb William Peden i Henri Lepage)
- 1935
  - 1r als Sis dies d'Oakland (amb Reginald Fielding)
- 1937
  - 1r als Sis dies de Louisville (amb William Peden)
  - 1r als Sis dies de Pittsburgh (amb Heinz Vopel)
  - 1r als Sis dies de Filadèlfia (amb Henri Lepage)
- 1942
  - 1r als Sis dies de Milwaukee (amb Cecil Yates)